# Düreforsög
Düreforsög (dannet i København, Danmark i 1994) spiller eksperimenterende rock. Deres debutplade Knee er dog grindcore og den er nu udgået.

## Diskografi

### Album
- Knee (1997)
- Exploring Beauty (1999)
- Engine Machine (2002)
- Escho live (2006)

### EP
- Beach (1999)

### Singler
- Monkation (1995)
- Chicken, Eh? (1996)
- Traffix (2002)
- Silly Things (1997)